# Dornelas (Sever do Vouga)
Pour les articles homonymes, voir Dornelas.
Dornelas est une ancienne paroisse civile portugaise (en portugais : freguesia) de la municipalité de Sever do Vouga dans le district d'Aveiro. 
La loi no 11-A/2013 du 28 janvier 2013, portant réorganisation administrative du territoire des freguesias, fusionne Dornelas avec la paroisse voisine de Silva Escura pour former l’União das freguesias de Silva Escura e Dornelas (dont le siège est à Silva Escura).